# Jiangduo (köpinghuvudort i Kina, Jiangsu Sheng, lat 32,37, long 120,24)
Jiangduo är en köpinghuvudort i Kina. Den ligger i provinsen Jiangsu, i den östra delen av landet, omkring 140 kilometer öster om provinshuvudstaden Nanjing. Antalet invånare är 39 609. Befolkningen består av 21 231 kvinnor och 18 378 män. Barn under 15 år utgör 12,0 %, vuxna 15-64 år 67 %, och äldre över 65 år 19,0 %.
Runt Jiangduo är det tätbefolkat, med 849 invånare per kvadratkilometer. Närmaste större samhälle är Huangqiao, 13,9 km söder om Jiangduo. Trakten runt Jiangduo består till största delen av jordbruksmark.
Genomsnittlig årsnederbörd är 1 307 millimeter. Den regnigaste månaden är juli, med i genomsnitt 264 mm nederbörd, och den torraste är januari, med 34 mm nederbörd.